# Việt Minh

Flagge der Việt Minh und der Demokratischen Republik Vietnam

Die Việt Minh (vereinfacht Vietminh, vollständig Việt Nam Ðộc Lập Ðồng Minh Hội, Hán Nôm 越南獨立同盟會, dt. „Liga für die Unabhängigkeit Vietnams“) wurden 1941 aus verschiedenen Gruppierungen gegründet, um die Unabhängigkeit Vietnams zu sichern. Sie bestanden aus nationalistischen und kommunistischen Gruppen. Der politische Führer und ein Gründer der Việt Minh war Hồ Chí Minh. Die militärische Führung unterstand dem Führer der nationalistischen Bewegung Võ Nguyên Giáp. Andere Gründer waren Lê Duẩn und Phạm Văn Đồng. 1960 vereinten sich die Việt Minh mit weiteren Oppositionsgruppen zur „Nationalen Front für die Befreiung Südvietnams“ (NLF).

## 1945–1960

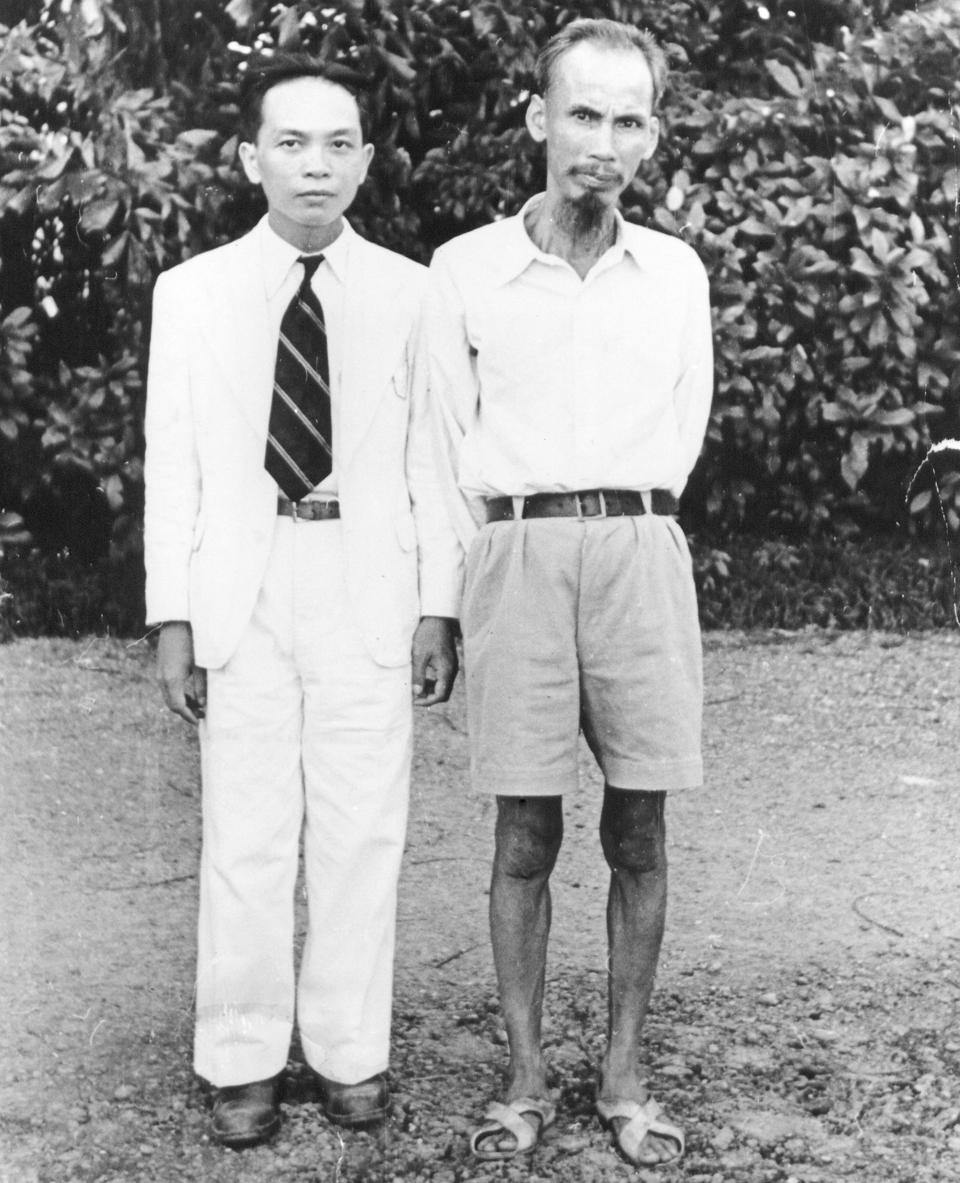
Võ Nguyên Giáp und Hồ Chí Minh, der militärische und der politische Führer der Việt Minh (ca. 1942)

### Zweiter Weltkrieg
Die Việt Minh (5000 bis 7000 Widerstandskämpfer) kämpften während des Zweiten Weltkrieges mit Unterstützung der Republik China gegen die japanische Armee und die vichy-französische Kolonialmacht (vgl.: Französisch-Indochina), die mit den Japanern kollaborierte. Die Việt Minh erhielten Unterstützung vom Office of Strategic Services. Im Gegenzug dafür retteten sie abgestürzte alliierte Flugzeugbesatzungen, gaben Informationen über japanische Truppenbewegungen weiter und fügten den Besatzern Schaden zu.
Die dominante Position hatten die Việt Minh in Nord- und Zentralvietnam inne. Bereits 1941 versuchten sie jedoch, durch den Aufbau einer verdeckten Organisation und Einschleusung von Kadern auch in Cochinchina Fuß zu fassen, um somit in ganz Vietnam vertreten zu sein.

### Indochinakrieg
Nach der Kapitulation Japans im August 1945 wurde Indochina wieder an Frankreich zurückgegeben. Daraufhin versuchten die Việt Minh während der Augustrevolution, die Kontrolle über das Land zu gewinnen, und erklärten die Unabhängigkeit der Demokratischen Republik Vietnam durch Präsident Hồ Chí Minh.
Frankreich erkannte zwar zuerst die Unabhängigkeit Vietnams am 6. März 1946 an, änderte seine Position jedoch wieder und nutzte am 23. November 1946 einen Streit um die Zollhoheit für einen Angriff auf Hải Phòng, bei dem 6000 Menschen starben. Als weitere Verhandlungen scheiterten, begannen die Việt Minh am 19. Dezember 1946 den Kampf gegen die Fremdherrschaft mit einem Angriff auf die französische Garnison in Hà Nội, der sich zum Indochinakrieg ausweitete. Vom Ende des Zweiten Weltkrieges 1945 bis 1949 konnten die Việt Minh die Anzahl ihrer aktiven Mitglieder von 5000 auf 700.000 steigern, wobei der Großteil aus dem Norden Vietnams stammte. Im November 1949 führten die Việt Minh in den von ihnen kontrollierten Territorien die Wehrpflicht ein. Bezüglich ihrer militärischen Kräfte mussten die Việt Minh 1945 auf Beutewaffen zumeist aus japanischer Hand zurückgreifen. Bis 1946 gelang es ihnen jedoch trotz spärlicher Bewaffnung, einen kleinen Kern regulär organisierter Verbände zusammenzustellen. Dazu wurde auch eine rudimentäre eigene Waffenproduktion angelegt. Um 1950 konnten die Militäreinheiten der Việt Minh außer bei Fahrzeugen und Luftwaffe durch Hilfe der Volksrepublik China mit den Einheiten des französischen Expeditionskorps gleichziehen. Im Jahr 1954 hatten die Việt Minh 125.000 reguläre Soldaten, 75.000 regionale Kräfte und rund 200.000 Milizionäre in ihren Reihen.
Nachdem die Việt Minh bei der Schlacht um Điện Biên Phủ einen ihrer größten Siege erreicht und den Franzosen schwere Verluste zugefügt hatten, kam es zur Eröffnung von Friedensverhandlungen. Auf der Genfer Konferenz vom 21. Juli 1954 wurde die temporäre Teilung Vietnams entlang des 17. Breitengrades in einen nördlichen und südlichen Teil beschlossen. Die Việt Minh übernahmen die Kontrolle über den nördlichen Teil am 11. Oktober 1954. Hồ Chí Minh wurde Premierminister des sozialistischen Staates Demokratische Republik Nordvietnam. Präsident von Südvietnam wurde 1955 Ngô Đình Diệm.

### Vietnamkrieg
Die Regierungen Südvietnams und der USA unterzeichneten das Abkommen von 1954 nicht und verweigerten später die Durchführung von Wahlen, da sie Hồ Chí Minh als Kommunisten nicht vertrauten. Diese Verweigerung führte zum Vietnamkrieg, zunächst ab 1955 als Bürgerkrieg in Südvietnam. Am 20. Dezember 1960 schlossen sich die Việt Minh zum Front national de libération (FNL) (Nationale Front für die Befreiung Vietnams) zusammen, im Westen auch bekannt als Viet Cong. Ab 1964 bombardierten die USA auch Teile von Laos (Ho-Chi-Minh-Pfad), ab 1965 Nordvietnam und ab 1970 Teile von Kambodscha (Ho-Chi-Minh-Pfad). Nach dem Waffenstillstand von 1973 eroberten nordvietnamesische Truppen bis zum 1. Mai 1975 Südvietnam vollständig und beendeten den Krieg.

## Khmer Viet Minh
Als Khmer Viet Minh wurden die 3.000 bis 5.000 kambodschanischen kommunistischen Kader bezeichnet, linksgerichtete Mitglieder der Khmer-Issarak-Bewegung (nach 1950 in der United Issarak Front neu formiert). Die meisten von ihnen lebten nach der Genfer Konferenz von 1954 im Norden Vietnams. Khmer Viet Minh war eine abwertende Bezeichnung, die Norodom Sihanouk für die von ihm abgelehnten kambodschanischen Linken benutzte, die im Bündnis mit den Vietnamesen Aktionen für die Unabhängigkeit Kambodschas organisiert hatten.
Sihanouks öffentliche Kritik und Verspottung der Khmer Viet Minh hatte den negativen Effekt, die Macht der Hardliner, der antivietnamesischen, aber auch antimonarchistischen Mitglieder der Kommunistischen Partei Kampucheas, angeführt von Pol Pot, zu stärken.
Die Khmer Viet Minh waren 1978 maßgeblich an der Gründung der Kampuchean United Front for National Salvation (frz. Front uni national pour le salut du Kampuchéa, FUNSK; oder kurz Salvation Front) beteiligt. Die Salvation Front marschierte im Dezember 1979 gemeinsam mit der vietnamesischen Armee in Kambodscha ein und stürzte den Staat Pol Pots, das Demokratische Kampuchea. Viele der Khmer Viet Minh verheirateten sich während ihres langen Exils in Vietnam mit vietnamesischen Frauen.